# Cantonul Sainte-Foy-lès-Lyon
Cantonul Sainte-Foy-lès-Lyon este un canton din arondismentul Lyon, departamentul Rhône, regiunea Rhône-Alpes, Franța.

## Comune
- La Mulatière
- Sainte-Foy-lès-Lyon (reședință)